# Chœur (cordes)
Pour les articles homonymes, voir Chœur.

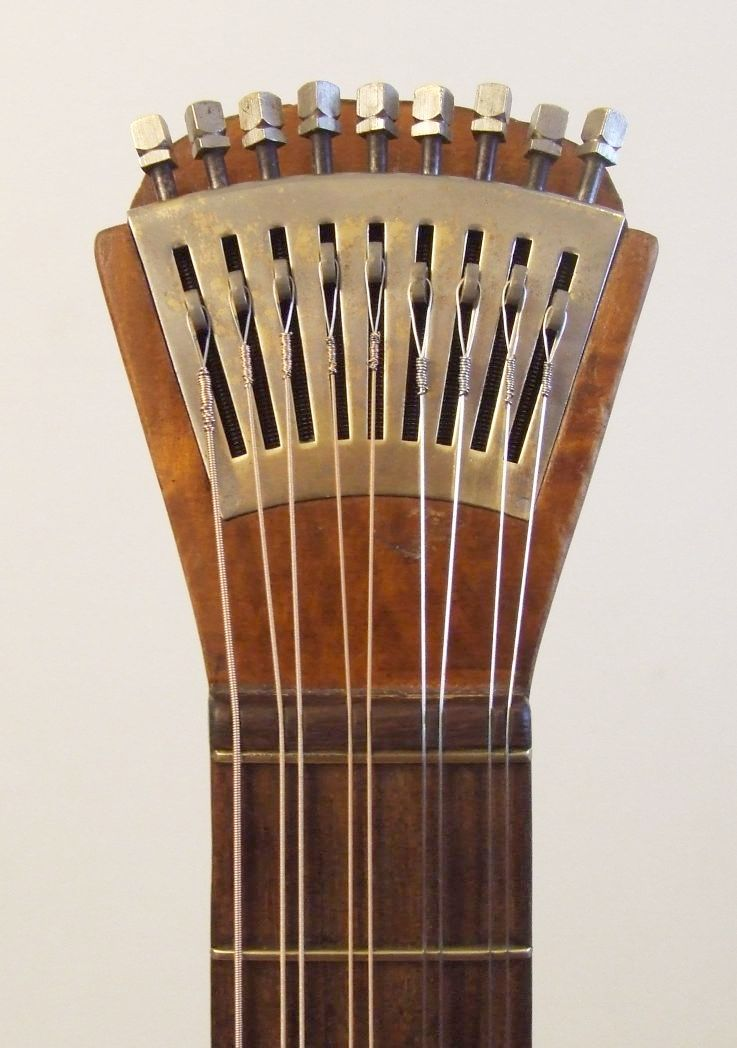
Sur ce cistre allemand, les neuf cordes forment cinq chœurs. Ici c'est le dernier chœur qui est constitué d'une seule corde.

Un chœur ou rang ou ordre est, dans le domaine de la lutherie, un groupe de cordes accordées à l'unisson ou parfois à l'octave. En général on compte les chœurs en partant du plus aigu : celui-ci est appelé « premier chœur », tandis que le suivant est appelé « deuxième chœur » et ainsi de suite. Ainsi on parlera d'un « luth à six chœurs » pour désigner l'instrument typique du XVIe siècle possédant onze cordes. Dans cet instrument, le premier chœur est constitué d'une seule corde, la chanterelle, les deux cordes suivantes sont doublées à l'unisson (ce qui fait quatre cordes) et les trois dernières sont doublées à l'octave (ce qui fait six cordes).
Les guitares à 12 cordes comportent 6 chœurs : avec un accordage standard, les deux premiers chœurs  sont doublés à la même octave et les quatre autres à l'octave supérieure. 
Les "tiples colombiens", petites guitares de Colombie, possèdent douze cordes regroupées en quatre chœurs de trois, avec accordage scalaire. Les quatre chœurs sont accordés pour les quartes justes et pour une tierce majeure, avec des intervalles disposés comme ceux des quatre premières cordes de la guitare classique. Alors que les trois cordes du premier chœur sont à l'unisson, celles des trois autres chœurs sont octavées entre elles et la corde centrale est plus basse d'un octave que les deux cordes externes. 